# Pedro Paulo Santos Songco

Wappen des Erzbistums Caceres

Pedro Paulo Santos Songco (* 29. Juni 1889 in Porac, Pampanga; † 6. April 1965) war ein philippinischer römisch-katholischer Geistlicher, der zwischen 1938 und 1951 zunächst Bischof sowie im Anschluss von 1951 bis zu seinem Tode 1965 erster Erzbischof von Caceres war.

## Leben
Pedro Paulo Santos Songco empfing am 15. Mai 1913 die Priesterweihe. Am 21. Mai 1938 wurde er zum Bischof von Nueva Caceres in der Provinz Camarines Sur auf Luzon ernannt. Am 15. Mai 1938 empfing er seine Bischofsweihe durch den Titularerzbischof von Nicosia Guglielmo Piani Salesianer Don Boscos, dessen Mitkonsekratoren der Bischof von Nueva Segovia Santiago Caragnan Sancho sowie der Bischof von Bacolod Casimiro Magbanua Lladoc waren.
Santos Songco nahm als Konzilsvater an der ersten (11. Oktober bis 8. Dezember 1962) und dritten Sitzungsperiode (14. September bis 21. November 1964) des Zweiten Vatikanischen Konzils teil. Auf seine Anregung hin wurde die Basilika Unserer Lieben Frau von Peñafrancia errichtet.